# Andessperwer
De andessperwer (Accipiter ventralis) is een roofvogel uit de familie van de havikachtigen (Accipitridae).

## Verspreiding en leefgebied
Deze soort komt voor van Venezuela tot westelijk Bolivia.

## Status
De andessperwer komt niet als aparte soort voor op de lijst van het IUCN, maar is daar een ondersoort van de Amerikaanse sperwer (A. striatus ventralis).